# USS Defiant
USS Defiant este numele a două nave stelare din franciza media Star Trek, în special în serialul de televiziune Star Trek: Deep Space Nine (1993–1999) și filmul Star Trek: First Contact (1996). Introdusă în cel de al treilea sezon din Deep Space Nine, este o navă de război atașată stației spațiale eponime a serialului. Primul Defiant a fost distrus în timpul Războiului Dominionului în al șaptelea sezon și înlocuit cu o navă identică.
Defiant a fost proiectat de Jim Martin, Gary Hutzel și Tony Meinger.

## Design și dezvoltare
Concepția serialului Deep Space Nine se depărta de ideea unei nave spațiale care călătorește din loc în loc și, după plecare, consecințele suferite de echipaj sunt minime. În noul concept, stația spațială este locul unde se întâmplă totul, și toată lumea trăiește cu consecințele oricărui eveniment dramatic. Existau însă și scenarii de episod care impuneau deplasarea personajelor în afara stației. Pentru aceasta se foloseau, de obicei, nave mici. Producătorul Ira Steven Behr și scriitorul Robert Hewitt Wolfe au considerat că aceste nave mici ar fi insuficiente pentru confruntările cu puternicul adversar, Dominionul, introdus în al doilea sezon, și l-au convins pe producătorul executiv Rick Berman de necesitatea unei noi nave. În plus, Defiant era destinat să rezolve și problema decorurilor de nave mici, înghesuite.
Defiant a fost proiectat inițial de ilustratorul de artă Jim Martin, cu contribuții din partea supervizorului de efecte vizuale Gary Hutzel și a modelistului Tony Meininger. Proiectele inițiale impuneau un fel de navetă „întărită”, dar apoi ideea a fost abandonată în favoarea unui design de sine stătător, numit inițial Valiant. La acest nume s-a renunțat de teama că ar crea confuzie cu nava stelară titulară din Star Trek: Voyager, al cărei nume începea tot cu „V”.
Unul din primele scenarii pentru Star Trek: First Contact (1996) cerea ca Defiant să fie distrus, dar Behr a obiectat și ideea a fost abandonată.
În urma distrugerii lui Defiant în „The Changing Face of Evil”, scenariștii și-au dorit un nou tip de navă succesoare, dar nu era disponibil un buget pentru așa ceva. Drept urmare, ei au înlocuit nava distrusă cu una cu același design, USS Sao Paulo în „The Dogs of War”. Ron Moore a spus în Star Trek: Deep Space Nine Companion că noua navă trebuia să fie denumită „ Defiant -A”, dar ar fi fost prea costisitor să refacă modelul de efecte speciale computerizate pentru un singur episod, deoarece trebuia să utilizeze filmările de stoc din episoadele anterioare, din motive bugetare.

## Descriere
Benjamin Sisko a ajutat la proiectarea lui Defiant, care a fost conceput ca un prototip de navă pentru a contracara Borgul. Sisko primește comanda navei Defiant în 2370 pentru a intra în contact cu Dominionul în primul episod al sezonului trei al serialului. Spre deosebire de majoritatea navelor Flotei Stelare, Defiant era construit mai degrabă pentru luptă decât pentru știință și explorare. Defiant avea să rămână atașat la Deep Space Nine sub comanda lui Sisko pentru restul serialului, transportând echipajul în misiuni dincolo de stația spațială. Apare pe scurt în Star Trek: First Contact sub comanda lui Worf. Specia Breen distruge Defiant în evenimentele descrise în episoadele finale al serialului. Flota Stelară îi dă lui Sisko comanda unei noi nave din aceeași clasă, USS Sao Paulo, căreia el îi schimbă numele în Defiant. Defiant este văzut pentru scurt timp în episodul „The Bounty” din sezonul trei din Star Trek: Picard,, scoasă din funcțiune și andocată la Muzeul Flotei Stelare.
Defiant apare și în numeroase cărți spin-off, benzi desenate și jocuri video.

## Recepție
USS Defiant este remarcată ca o navă spațială puternică din universul științifico-fantastic Star Trek la sfârșitul secolului al XXIV-lea. CBR a comparat manevrabilul și puternicul Defiant cu Millennium Falcon. Space.com a remarcat că Defiant este una dintre cele mai agile nave spațiale științifico-fantastice, în comparație cu unele cu mișcarea mai lentă, aproape nautică, a navelor spațiale mai mari din Star Trek.
Momentul în care Sisko scoate din invizibilitate nava spațială Defiant pentru prima dată în „The Search” a fost evaluat de Geek.com în 2015 drept unul din cele mai puternice 35 de momente din Star Trek; ei au spus că marchează un „început grozav” al celui de al treilea sezon din Deep Space Nine. Adăugarea lui Defiant a ajutat serialul să se concentreze mai atent asupra poveștilor cu acțiunea în Cuadrantul Gamma, precum și în lunga saga de război din sezoanelor ulterioare ale serialului.
Un model în miniatură al USS Defiant s-a vândut cu 106.000 USD în 2006 la licitație.